# Camée de Valérien et Chapour Ier
Le Camée de Valérien et Chapour Ier est un camée antique exposé au Cabinet des Médailles de la Bibliothèque nationale de France, où il se trouve depuis 1893. L'objet a le numéro d'inventaire Camée 360  et est réalisé en sardonyx. Le camée mesure 6,8 cm de haut et 10,3 cm de large. Pour la présentation a été habilement utilisé le grain de 0,9 centimètre d'épaisseur de pierre. Le fond est sombre, les personnages principaux sont blancs, tandis que les détails sublimes sont orange et marron. 

## Description
Le camée montre deux cavaliers et est interprété par Babelon comme la capture de l'empereur romain Valérien (règne de 253 à 260) à la bataille d'Edesse en l'an 260. Dans cette bataille, les troupes sassanides de Chapour Ier (règne de 241 à 272) ont réussi à capturer l'empereur romain. Cet événement revêtait une grande importance symbolique pour le jeune royaume. Des scènes comparables de l'empire sassanide montrent généralement la subjugation de Philippe l'Arabe. Chapour Ier porte ici un casque surmonté d'un globe. Deux autres globes plus petits sont également placés sur ses épaules. L'empereur romain tient une épée dans la main droite tandis que son bras gauche est tenu par le souverain sassanide. Sur sa tête sont les lauriers impériaux.
Babelon constate la ressemblance du visage du cavalier perse avec les profils monétaires de Chapour Ier, mais en revanche note que le cavalier romain ne présente pas les traits d'un homme de 77 ans, âge attribué à Valérien en 260. Il justifie cette contradiction par l'existence de représentations rajeunies et idéalisées de Valérien sur quelques monnaies romaines.
On peut supposer qu'après la conquête d'Antioche (256 apr. J.-C.) de nombreux artisans et artistes ont été déportés et ont travaillé pour la cour des Sassanides. Cela peut également être supposé avec ce camée. 